# Sielsowiet Możejków (rejon lidzki)
Sielsowiet Możejków (biał. Мажэйкаўскі сельсавет, Mażejkauski sielsawiet; ros. Можейковский сельсовет) – sielsowiet na Białorusi, w obwodzie grodzieńskim, w rejonie lidzkim, z siedzibą w Możejkowie.

## Demografia
Według spisu z 2009 sielsowiet Możejków zamieszkiwało 1439 osób, w tym 919 Białorusinów (63,86%), 430 Polaków (29,88%), 75 Rosjan (5,21%), 11 Ukraińców (0,76%), 2 osoby innych narodowości i 2 osoby, które nie podały żadnej narodowości.

## Geografia i transport
Sielsowiet położony jest na Poniemniu, w zachodniej części rejonu lidzkiego. Największą rzeką jest Lebioda.
Przez sielsowiet przebiega droga magistralna M6 oraz jego skrajem linia kolejowa Lida – Mosty.

## Miejscowości
- agromiasteczko:
  - Możejków
- wsie:
  - Bieszanki
  - Biltowce
  - Dmitrowce
  - Feliksowo
  - Hościłowce
  - Lebioda
  - Mociosy
  - Mosiewicze
  - Olempinowo
  - Radziwoniszki
  - Rouby
  - Rzepniki
  - Szpilki
  - Wojnopol